# Vincent Vermeij
Vincent Vermeij (Blaricum, 9 augustus 1994) is een Nederlands voetballer die doorgaans als aanvaller speelt.

## Clubcarrière

### Ajax
Vermeij maakte in 2012 de overstap van de jeugd van HSV De Zuidvogels naar die van Ajax. Hier tekende hij in juli 2013 een contract tot en met 30 juni 2014. Vermeij behoorde gedurende het seizoen 2013/14 tot de selectie van Jong Ajax die vanaf dat seizoen uitkwam in de Eerste divisie. Vermeij debuteerde op 17 augustus 2013 in het betaald voetbal voor Jong Ajax (1-0 verlies) in de Eerste divisie tegen MVV Maastricht. In zijn tweede competitiewedstrijd thuis tegen Jong FC Twente op 30 augustus 2013 maakte Vermeij in de 38e minuut zijn eerste doelpunt voor Jong Ajax en in het betaalde voetbal. De wedstrijd werd met 2-1 gewonnen door Jong Ajax.

### De Graafschap
Op 31 januari 2014 werd bekendgemaakt dat Vermeij transfervrij de overstap maakte van Ajax naar De Graafschap, waar hij de opvolger werd van de naar Charlton Athletic vertrokken Piotr Parzyszek. Vermeij tekende een contract tot juni 2016 bij de Superboeren. Hij maakte op 7 februari 2014 zijn officiële debuut voor De Graafschap in de Jupiler League uitwedstrijd bij TOP Oss (2-2). Vermeij scoorde in de 34e minuut direct zijn eerste doelpunt voor De Graafschap. In zijn tweede seizoen bij De Graafschap kwam hij in alle 38 wedstrijden in actie. Hij wist hierin 18 maal te scoren en plaatste zich met De Graafschap voor de play-offs om promotie/degradatie. In het tweede duel tegen eredivisionist Go Ahead Eagles nam hij op 25 mei 2015 het enige doelpunt voor zijn rekening, waardoor De Graafschap voor de tweede keer met 1-0 won van de club uit Deventer en deze na twee seizoenen terugkeerde in de eerste divisie. In de finale van dezelfde play-offs scoorde Vermeij het enige doelpunt in de uitwedstrijd tegen Volendam, waardoor De Graafschap promoveerde naar de Eredivisie.
Hij debuteerde op 11 augustus 2015 in de Eredivisie tijdens de uitwedstrijd tegen sc Heerenveen op de eerste speelronde. Vermeij verving na 70 minuten, bij een 3-0 achterstand, Erik Quekel en scoorde in de slotfase tevens zijn eerste Eredivisie-doelpunt. Vermeij kon tijdens de eerste wedstrijden in de Eredivisie niet altijd rekenen op een basisplaats. Vaak kwam hij als invaller in het veld. Op 27 september 2015 kopte hij in de slotfase tegen Willem II een voorzet van Bryan Smeets binnen waarmee de wedstrijd in 2-2 eindigde. Dit was het eerste punt wat De Graafschap wist te pakken in het seizoen 2015/16. Vermeij wist in zijn eerste Eredivisie-seizoen negen keer te scoren in 33 wedstrijden. Hij eindigde met De Graafschap op de zeventiende plaats wat deelname aan de play-offs 2016 betekende. Tijdens de finale van deze play-offs op 22 mei 2016 tegen Go Ahead Eagles speelde hij zijn honderdste officiële wedstrijd in dienst van De Graafschap. De Superboeren moesten in deze wedstrijd een 4-1 nederlaag uit de heenwedstrijd goed maken. De wedstrijd eindigde echter in 1-1, wat betekende dat De Graafschap degradeerde naar de Eerste divisie.

### Heracles Almelo
Vermeij tekende in augustus 2016 een contract tot medio 2019 bij Heracles Almelo, de nummer zes van de Eredivisie in het voorgaande seizoen. In zijn verbintenis werd een optie voor nog een jaar opgenomen. Zijn debuut voor Heracles volgde op 21 augustus 2016 in de thuiswedstrijd tegen Feyenoord (eindstand 0-1). Vermeij mocht in deze wedstrijd na 79 minuten spelen invallen voor Tim Breukers.

## Clubstatistieken
| Seizoen     | Club            | Competitie     | Competitie | Competitie | Competitie | Beker | Beker | Beker | Internationaal | Internationaal | Internationaal | Totaal | Totaal | Totaal |
| Seizoen     | Club            | Competitie     | Wed.       | Dlp.       | Ass.       | Wed.  | Dlp.  | Ass.  | Wed.           | Dlp.           | Ass.           | Wed.   | Dlp.   | Ass.   |
| ----------- | --------------- | -------------- | ---------- | ---------- | ---------- | ----- | ----- | ----- | -------------- | -------------- | -------------- | ------ | ------ | ------ |
| 2013/14     | Jong Ajax       | Eerste divisie | 17         | 2          | 1          | —     | —     | —     | —              | —              | —              | 17     | 2      | 1      |
| Club Totaal | Club Totaal     | Club Totaal    | 17         | 2          | 1          | 0     | 0     | 0     | 0              | 0              | 0              | 17     | 2      | 1      |
| 2013/14     | De Graafschap   | Eerste divisie | 17         | 9          | 2          | 0     | 0     | 0     | —              | —              | —              | 17     | 9      | 2      |
| 2014/15     | De Graafschap   | Eerste divisie | 44         | 20         | 6          | 2     | 1     | 0     | —              | —              | —              | 46     | 21     | 6      |
| 2015/16     | De Graafschap   | Eredivisie     | 36         | 9          | 1          | 1     | 0     | 0     | —              | —              | —              | 37     | 9      | 1      |
| Club Totaal | Club Totaal     | Club Totaal    | 97         | 38         | 9          | 3     | 1     | 0     | 0              | 0              | 0              | 100    | 39     | 9      |
| 2016/17     | Heracles Almelo | Eredivisie     | 14         | 2          | 2          | 1     | 2     | 0     | —              | —              | —              | 15     | 4      | 2      |
| 2017/18     | Heracles Almelo | Eredivisie     | 24         | 7          | 1          | 3     | 1     | 0     | —              | —              | —              | 27     | 8      | 1      |
| 2018/19     | Heracles Almelo | Eredivisie     | 8          | 1          | 0          | 2     | 2     | 0     | —              | —              | —              | 10     | 3      | 0      |
| Club Totaal | Club Totaal     | Club Totaal    | 46         | 10         | 3          | 6     | 5     | 0     | 0              | 0              | 0              | 52     | 15     | 3      |
| 2018/19     | → FC Den Bosch  | Eerste divisie | 19         | 6          | 3          | 0     | 0     | 0     | —              | —              | —              | 19     | 6      | 3      |
| Club Totaal | Club Totaal     | Club Totaal    | 19         | 6          | 3          | 0     | 0     | 0     | 0              | 0              | 0              | 19     | 6      | 3      |
| 2019/20     | MSV Duisburg    | 3. Liga        | 33         | 14         | 6          | 3     | 2     | 1     | —              | —              | —              | 36     | 16     | 7      |
| 2020/21     | MSV Duisburg    | 3. Liga        | 23         | 8          | 6          | 2     | 0     | 0     | —              | —              | —              | 25     | 8      | 6      |
| Club Totaal | Club Totaal     | Club Totaal    | 56         | 22         | 12         | 5     | 2     | 1     | 0              | 0              | 0              | 61     | 24     | 13     |
| 2021/22     | SC Freiburg     | Bundesliga     | 1          | 0          | 0          | 0     | 0     | 0     | —              | —              | —              | 1      | 0      | 0      |
| Club Totaal | Club Totaal     | Club Totaal    | 1          | 0          | 0          | 0     | 0     | 0     | 0              | 0              | 0              | 1      | 0      | 0      |
| 2021/22     | SC Freiburg II  | 3. Liga        | 28         | 11         | 2          | —     | —     | —     | —              | —              | —              | 28     | 11     | 2      |
| 2022/23     | SC Freiburg II  | 3. Liga        | 36         | 15         | 6          | —     | —     | —     | —              | —              | —              | 36     | 15     | 6      |
| Club Totaal | Club Totaal     | Club Totaal    | 64         | 26         | 8          | 0     | 0     | 0     | 0              | 0              | 0              | 64     | 26     | 8      |
| TOTAAL      | TOTAAL          | TOTAAL         | 300        | 104        | 36         | 14    | 8     | 1     | 0              | 0              | 0              | 314    | 112    | 37     |

Bijgewerkt op 14 november 2022

## Interlandcarrière
Jong Oranje
Op 21 augustus 2015 maakte bondscoach Fred Grim bekend dat Vermeij behoorde tot de 39-koppige voorselectie van Jong Oranje voor EK-kwalificatie wedstrijden tegen Jong Cyprus en Jong Turkije. Hij haalde de definitieve selectie niet. In maart 2016 werd Vermeij door Grim wel opgenomen in de selectie voor vriendschappelijke wedstrijden tegen Jong Noorwegen en Jong Servië. Dit betekende voor Vermeij zijn eerste selectie voor Jong Oranje. In de wedstrijd tegen Jong Noorwegen op 25 maart 2016 debuteerde Vermeij voor Jong Oranje. Na ruim een uur spelen kwam hij in de ploeg voor Queensy Menig. Jong Oranje won de wedstrijd met 1-0 door een goal van Anwar El Ghazi in de 22e minuut.
| Interlands van Vincent Vermeij voor Jong Oranje | Interlands van Vincent Vermeij voor Jong Oranje | Interlands van Vincent Vermeij voor Jong Oranje | Interlands van Vincent Vermeij voor Jong Oranje | Interlands van Vincent Vermeij voor Jong Oranje | Interlands van Vincent Vermeij voor Jong Oranje |
| №                                               | Datum                                           | Wedstrijd                                       | Uitslag                                         | Soort Wedstrijd                                 | Doelpunten                                      |
| Als speler bij De Graafschap                    | Als speler bij De Graafschap                    | Als speler bij De Graafschap                    | Als speler bij De Graafschap                    | Als speler bij De Graafschap                    | Als speler bij De Graafschap                    |
| ----------------------------------------------- | ----------------------------------------------- | ----------------------------------------------- | ----------------------------------------------- | ----------------------------------------------- | ----------------------------------------------- |
| 1.                                              | 25 maart 2016                                   | Noorwegen - Nederland                           | 0 – 1                                           | Vriendschappelijk                               | 0                                               |
| 2.                                              | 28 maart 2016                                   | Servië - Nederland                              | 0 – 1                                           | Vriendschappelijk                               | 1                                               |
| 3.                                              | 2 september 2016                                | Wit-Rusland - Nederland                         | 2 – 2                                           | EK-Kwalificatie                                 | 0                                               |
| 4.                                              | 6 oktober 2016                                  | Nederland - Turkije                             | 0 – 0                                           | EK-Kwalificatie                                 | 0                                               |
| 5.                                              | 15 november 2016                                | Nederland - Portugal                            | 1 – 1                                           | Vriendschappelijk                               | 0                                               |